# Fideicomiso Río Sonora
El Fideicomiso Río Sonora es un convenio entre el Gobierno de la República y el consorcio minero, Grupo México, creado para atender un derrame de 40,000 metros cúbicos de lixiviados de cobre en los cauces del Río Sonora y el Río Bacanuchi, acontecido el 6 de agosto de 2014, con afectaciones ambientales y económicas en ocho municipios del estado de Sonora. 

## El Derrame
El derrame se suscitó debido a fallas técnicas en el sistema de tuberías de uno de los represos de la mina Buenavista del Cobre, a cargo de Grupo México, el día 6 de agosto de 2014; la falla causaría un derrame de un lixiviado de cobre compuesto de Aluminio, Arsénico, Cadmio, Cobre, Cromo, Fierro, Manganeso, Níquel y Mercurio, siendo el mayor daño ambiental causado por la industria minera en la historia mexicana. Ante el hecho, las autoridades federales suspendieron de manera precautoria los pozos cercanos al cauce del los ríos desde el 10 de agosto, y, con ello, el suministro de agua potable se interrumpió a cerca de 22,000 habitantes de, inicialmente, siete municipios afectados (Ures, Arizpe, Baviácora, Aconchi, Banámichi, Huépac y San Felipe de Jesús); la medida fue acordada por el Comité de Operación de Emergencias y fue ejecutada bajo las procedimientos establecidos en casos de contingencias de este tipo. Por esa razón, la actividad productiva de la zona se detuvo y, consecuentemente, hubo algunas afectaciones económicas para los productores y habitantes de la zona.

## El anuncio de creación del Fideicomiso Río Sonora
La creación del Fideicomiso fue anunciada el 11 de septiembre por el titular de la SEMARNAT, Juan José Guerra Abud, en una conferencia de prensa conjunta con el titular de la Secretaría de Economía, Ildefonso Guajardo Villarreal, y el vocero de la Presidencia de la República, Eduardo Sánchez. En ella, se detallaría que el monto total a pagar por medio del Fideicomiso Río Sonora es una cantidad indeterminada, y que la cantidad de 2,000 millones de pesos representa una suma que garantiza la operación de atención al derrame tóxico, pero que la misma puede aumentar en la medida en la que los procesos de atención al derrame lo requieran.

## La firma del Fideicomiso
El 15 de septiembre, Grupo México y el Gobierno de la República, por medio de la Comisión Especial Río Sonora, creada por el Presidente de México, Enrique Peña Nieto, y encabezada por el titular de la Secretaría del Trabajo y Previsión Social, Alfonso Navarrete Prida, firmaron el Fideicomiso por una cantidad inicial de 2,000 millones de pesos, a ser otorgadas en cuatro ministraciones de 500 millones de pesos, aportados en su totalidad por Grupo México, para atender el derrame en tres ramos principalmente:
- Remediación, reparación y/o compensación de daños tanto en las fuentes de abastecimiento como en las de almacenamiento de agua potable.

- Remediación, reparación y/o compensación de los daños en la infraestructura de distribución de los ocho municipios afectados.

- Indemnización a miles de productores agropecuarios y habitantes en general afectados de los ocho municipios.

## Operación del Fideicomiso
La operación del Fideicomiso se conduce por medio de un Comité Técnico Interinstitucional, el cual tiene como representante del Gobierno Federal al Subsecretario de Planeación y Política Ambiental de SEMARNAT, Rodolfo Lacy Tamayo. El Comité está integrado por el científico mexicano y Premio Nobel de Química, Mario Molina, así como por otros científicos de alto prestigio, provenientes de la UNAM, y tiene como finalidad principal optimizar la canalización de los recursos del Fideicomiso.
La integración del Comité Técnico fue anunciada por el titular de la STPS, Alfonso Navarrete Prida, el 15 de septiembre de 2014. En el evento, el Gobernador de Sonora, Guillermo Padrés Elías, expresó su agradecimiento por la creación del Comité con las siguientes palabras:

Quiero reconocer con todo respeto al señor Presidente de la República por la atención que estamos teniendo y al señor Secretario por su visita para conducir los trabajos de esta comisión en la que vamos a colaborar todos juntos. Por supuesto que continuaremos con el apoyo desde el Estado para asegurarnos junto con la Federación de que el fideicomiso llegue a quienes lo necesitan.

### Operación de la primera fase
La operación de la primera fase, comprendida del 6 de agosto al 20 de octubre, se ejecutó con la mayor parte de los recursos correspondientes a la primera ministración de 500 millones de pesos del Fideicomiso. Dentro de las acciones comprendidas por el Comité Técnico, se elaboró un censo de los productores agrícolas y pecuarios de la zona afectada, el cual fue ratificado por los presidentes municipales correspondientes, donde se registraron, inicialmente, 6,825 productores afectados, con 8,254 hectáreas de cultivo de 134 productores agrícolas; también, se registraron de manera inicial 111, 514 cabezas de ganado pertenecientes a 245 productores ganaderos. Se fijó el valor de 350 pesos por cabeza de ganado, teniendo como tope hasta 300 cabezas por productor, así como 10,000 pesos por hectárea para los agricultores, fijando un tope de hasta 10 hectáreas por productor. Lo anterior, siguiendo un criterio de equidad entre los productores, debido a que existen ganaderos que tiene más de 300 cabezas de ganado y agricultores con más de 10 hectáreas por productor (esto no implica que se hayan hecho pagos por la cantidad total de cabezas de ganado registradas en el censo inicial). Estas partidas fueron depositadas en cuentas bancarias y entregadas en cheques a los productores, según el caso, sumando la cantidad de 122 millones de pesos.
Así mismo, se destinaron 328 millones de pesos a diferentes rubros. Para la atención inmediata a la escasez del agua, se compraron 36 plantas potabilizadoras de ósmosis inversa y se entregaron 7,500 tinacos para las 36 comunidades que integran los siete municipios afectados.  Esta fase también se dedicó a cubrir gastos por daños a la salud de 19 pobladores, atendidos por medio de 20 cheques entregados por la Comisión Federal para la Protección contra Riesgos Sanitarios (Cofepris); así mismo, por medio dicha dependencia, se atendieron a 67 personas, de las cuales 37 resultaron con daños en la piel, ojos, gastrointestinales y vías respiratorias por contacto con agua del río. De igual manera, se cubrieron gastos por el impedimento de actividades productivas de 12 personas. Adicionalmente, se destinaron 48 millones de pesos a los Organismos Municipales de Agua Potable y Saneamiento, conformado por los municipios afectados, con el fin de optimizar los siguientes rubros:
- Abasto emergente de agua.- Se consideran labores de distribución y almacenamiento en tinacos, auto tanques, cisternas, o cualquier otro tipo de almacenamiento temporal de agua.

- Pozos.- Se consideran los trabajos de apertura de nuevos pozos, equipamiento de bombeo, alimentación eléctrica, reparación de equipo, combustibles y lubricantes diversos, entre otros insumos requeridos.

- Monitoreo de calidad de agua subterránea, superficial y de almacenamiento temporal.

- Reparación, reposición, habilitación y/o ampliación de infraestructura de almacenamiento y distribución de agua potable.

Como parte de la primera fase de la operación del Fideicomiso, el 1 de octubre se realizó entrega de recursos compensatorios a productores agrícolas y pecuarios, sumando un total de 163 millones de pesos (hasta ese momento). Esta parte del Fideicomiso fue entregada por el subsecretario de Alimentación y Competitividad de la subsecretaría de Alimentación y Competitividad, SAGARPA, Ricardo Aguilar Castillo. El 12 de octubre, el delegado estatal de la Secretaría de Gobernación, Adolfo García Morales, anunció que el Comité Técnico destinaría 78 millones de pesos para cubrir pérdidas en el sector turístico, comercial e industrial de la zona afectada. Para ello, se realizó un censo que registró 1,428 unidades económicas que recibieron este recurso.

### Operación de segunda fase
El 24 de octubre, dentro de la entrega de recursos correspondientes a esta fase, Rodolfo Lacy Tamayo, comenzó la entrega de 15,350 pesos por cada familia que cuente con una toma de agua que sea abastecida del Río Sonora, con lo cual, se otorgó el recurso entre 7,694 familias afectadas de los ocho municipios (hasta ese momento), sumando un total de 120 millones de pesos destinados a este rubro. Así mismo, el coordinador nacional de desastres de la CONAGUA, Oscar Pimentel, anunció el aumento número de vehículos contenedores de agua para el suministro a los habitantes afectados, de 62 que habían estado funcionando hasta ese momento, a 100; también, anunció la entrega de 3, 500 tinacos para almacenar el agua.
La segunda fase se caracteriza, entre otras cosas, por operar dentro de una fase de remediación y comunicación social, a diferencia de la primera fase, la cual tenía una operatividad dirigida a atender una situación de emergencia. La conclusión de la fase de emergencia, fue anunciada por Alfonso Navarrete Prida en una visita al estado de Sonora, el 4 de noviembre, donde también explicó que el Fideicomiso funcionará independientemente del cambio de Gobernador al que la entidad se someterá en el año de 2015; también, anunció la reparación de caminos y carreteras que se dañaron durante la primera fase, debido al exceso de tránsito de los vehículos contenedores de agua, al igual que de vehículos de carga pesada que estuvieron operando dentro de la atención a la emergencia.
Por su lado, desde el 3 de noviembre empezó a operar la unidad móvil médica, la que tiene como objetivo detectar a posibles afectados que no han sido registrados aún, dentro de las labores de vigilancia epidemiológica de la Cofepris; también, contará con especialistas en dermatología, psicología, consulta clínica y combate de vectores, sumando un total de 25 especialistas para atender a los pobladores de los 8 municipios afectados. La unidad móvil es resultado del trabajo conjunto por parte del Centro Nacional de Programas Preventivos y Control de Enfermedades y la Dirección General de Epidemiología de la Cofepris. Dentro de este mismo programa, se anunció por parte de Mikel Arreola Peñalosa la construcción Unidad de Vigilancia Epidemiológica y Ambiental de Sonora (UVEAS), que será la primera en su tipo en el país y se pondrá en funcionamiento en 2015 y operará hasta 2029, estará ubicada en la población de Ures y tiene como objetivos:
- Vigilancia ambiental: identificar, evaluar y, en el ámbito de su competencia, atender los problemas ambientales derivados del derrame, en el corto, mediano y largo plazos.

- Vigilancia Epidemiológica: Identificar los daños agudos, subagudos y crónicos a la salud de la población.

## Inclusión del Municipio de Hermosillo
A pesar de que inicialmente no estaba incluido el Municipio de Hermosillo dentro del Fideicomiso, el 9 de octubre el Comité Técnico decidió añadirlo bajo el criterio de que algunas poblaciones del norte del mismo, a aproximadamente 20 kilómetros de distancia de la ciudad de Hermosillo, habían tenido afectaciones similares al resto de los siete municipios atendidos inicialmente. Dichas poblaciones son: Topahue, Buenavista, San José García y Fructuoso Méndez. 

La entrega de los apoyos económicos a estas comunidades se concluyó el día 14 de noviembre, donde indemnizó a 224 hogares con toma de agua por la cantidad de 3, 440, 000 pesos; 425 productores agropecuarios por la cantidad de 9, 840, 000 pesos; 49 unidades comerciales por la cantidad de 1, 350, 000 pesos; 27 pescadores de la comunidad de San Francisco de Batúc por la cantidad de 895, 000 pesos. Con ello, sumaría la cantidad de 430 millones de pesos en apoyos a productores, comerciantes, pescadores y hogares con toma de agua de los 8 municipios afectados por el derrame.